# Polynesia (singolo)
Polynesia è un singolo del cantautore italiano Gazzelle, pubblicato il 21 giugno 2019 come primo estratto della riedizione del suo secondo album in studio Post Punk.

## Video musicale
In concomitanza con il lancio del singolo, Gazzelle ha pubblicato il video ufficiale attraverso il proprio canale YouTube.

## Tracce
1. Polynesia

## Classifiche
| Classifica (2019) | Posizione massima |
| ----------------- | ----------------- |
| Italia            | 24                |